# Шульц, Адам
А́дам Шу́льц (род. 1983/1984; Атланта, штат Джорджия, США) — американский фотограф, официальный фотограф 46-го президента США Джозефа Байдена.

## Биография

### Карьера
С 2007 по 2013 год, работал в Фонде Клинтона. Во время Президентской кампания Хиллари Клинтон (2016), работал её личным фотографом. В апреле 2019 года, присоединился к предвыборной кампании Джозефа Байдена.
В статусе шефа официальных фотографов Белого Дома, он руководит командой из семи человек. Для съемок использует камеру Sony ILCE-9.

### Личная жизнь
Шульц родился в городе Атланта, штат Джорджия и окончил Университет штата Джорджия.